# Pèlerinage de Kansai Kannon
Le pèlerinage Kansai Kannon (西国三十三所, Saigoku Sanjūsan-sho) est un pèlerinage de trente-trois temples bouddhistes dans la région du Kansai au Japon, semblable au pèlerinage de Shikoku. Outre les trente-trois temples officiels, il existe trois temples supplémentaires appelés bangai (番外). L'image principale dans chaque temple est Kannon, connue des Occidentaux comme la déesse de la miséricorde. Il y a cependant une certaine variation entre les images et les pouvoirs qu'elle possède.
Il est de tradition pour les pèlerins de porter des vêtements blancs, des chapeaux de paille coniques et d'utiliser des bâtons de marche. Bien que le trajet était historiquement parcouru à pied, les pèlerins d'aujourd'hui utilisent généralement des voitures ou des trains. Les pèlerins notent les étapes de leur progression sur un livre de prières (納経帖, Nōkyō-chō) que les employés des temples marquent de tampons rouges et de calligraphie japonaise indiquant le numéro du temple, son nom ainsi que le nom spécifique de chaque image de Kannon. Les pèlerins reçoivent les tampons et la calligraphie sur des rouleaux muraux ainsi que sur leurs manteaux blancs.

## Les trente-trois temples
| n°. | Nom du temple                   | Honzon                                      | Municipalité          | Préfecture | Image                           |
| --- | ------------------------------- | ------------------------------------------- | --------------------- | ---------- | ------------------------------- |
| 1   | Seiganto-ji                     | Nyoirin Kannon                              | Nachikatsuura         | Wakayama   | Seiganto-ji                     |
| 2   | Ki-mii-dera                     | Jūichimen Kannon                            | Wakayama              | Wakayama   | Ki-mii-dera                     |
| 3   | Kokawa-dera                     | Senju Kannon                                | Kinokawa              | Wakayama   | Kokawa-dera                     |
| 4   | Sefuku-ji                       | Senju Kannon                                | Izumi                 | Osaka      | Sefuku-ji                       |
| 5   | Fujii-dera                      | Senju Kannon                                | Fujiidera             | Osaka      | Fujii-dera                      |
| 6   | Minamihokke-ji (Tsubosaka-dera) | Senju Kannon                                | Takatori              | Nara       | Minamihokke-ji (Tsubosaka-dera) |
| 7   | Oka-dera                        | Nyoirin Kannon                              | Asuka                 | Nara       | Oka-dera                        |
| 8   | Hase-dera                       | Jūichimen Kannon                            | Sakurai               | Nara       | Hase-dera                       |
| 9   | Nan'endō (Kōfuku-ji)            | Fukūkensaku Kannon                          | Nara                  | Nara       | Nan'endō                        |
| 10  | Mimuroto-ji                     | Senju Kannon                                | Uji                   | Kyoto      | Mimuroto-ji                     |
| 11  | Kami Daigo-ji                   | Juntei Kannon                               | Fushimi-ku, Kyoto     | Kyoto      | Kami Daigo-ji                   |
| 12  | Shōhō-ji (Iwama-dera)           | Senju Kannon                                | Ōtsu                  | Shiga      | Shōhō-ji (Iwama-dera)           |
| 13  | Ishiyama-dera                   | Nyoirin Kannon                              | Ōtsu                  | Shiga      | Ishiyama-dera                   |
| 14  | Mii-dera                        | Nyoirin Kannon                              | Ōtsu                  | Shiga      | Mii-dera                        |
| 15  | Imakumano Kannon-ji             | Jūichimen Kannon                            | Higashiyama-ku        | Kyoto      | Imakumano Kannon-ji             |
| 16  | Kiyomizu-dera                   | Senju Kannon                                | Higashiyama-ku, Kyoto | Kyoto      | Kiyomizu-dera                   |
| 17  | Rokuharamitsu-ji                | Jūichimen Kannon                            | Higashiyama-ku, Kyoto | Kyoto      | Rokuharamitsu-ji                |
| 18  | Chōhō-ji (Rokkaku-dō)           | Nyoirin Kannon                              | Nakagyō-ku, Kyoto     | Kyoto      | Chōhō-ji (Rokkaku-dō)           |
| 19  | Gyōgan-ji (Kōdō)                | Senju Kannon                                | Nakagyō-ku, Kyoto     | Kyoto      | Gyōgan-ji (Kōdō)                |
| 20  | Yoshimine-dera                  | Senju Kannon                                | Nishikyō-ku, Kyoto    | Kyoto      | Yoshimine-dera                  |
| 21  | Anao-ji                         | Hijiri Kannon                               | Kameoka               | Kyoto      | Anao-ji                         |
| 22  | Sōji-ji                         | Senju Kannon                                | Ibaraki               | Osaka      | Sōji-ji (Osaka)                 |
| 23  | Katsuō-ji                       | Senju Kannon                                | Minoh                 | Osaka      | Katsuō-ji                       |
| 24  | Nakayama-dera                   | Jūichimen Kannon                            | Takarazuka            | Hyōgo      | Nakayama-dera                   |
| 25  | Kiyomizu-dera                   | Senju Kannon                                | Katō                  | Hyōgo      | Kiyomizu-dera (Hyogo)           |
| 26  | Ichijō-ji                       | Hijiri Kannon                               | Kasai                 | Hyōgo      | Ichijō-ji                       |
| 27  | Engyō-ji                        | Nyoirin Kannon                              | Himeji                | Hyōgo      | Engyō-ji                        |
| 28  | Nariai-ji                       | Hijiri Kannon                               | Miyazu                | Kyoto      | Nariai-ji                       |
| 29  | Matsunoo-dera                   | Batō Kannon                                 | Maizuru               | Kyoto      | Matsunoo-dera                   |
| 30  | Hōgon-ji                        | Senju Kannon                                | Nagahama              | Shiga      | Hōgon-ji                        |
| 31  | Chōmei-ji                       | Senju Kannon Jūichimen Kannon Hijiri Kannon | Ōmihachiman           | Shiga      | Chōmei-ji                       |
| 32  | Kannonshō-ji                    | Senju Kannon                                | Ōmihachiman           | Shiga      | Kannonshō-ji                    |
| 33  | Kegon-ji                        | Jūichimen Kannon                            | Ibigawa               | Gifu       | Kegon-ji                        |